# بيل برايس (لاعب كرة قاعدة)
بيل برايس (بالإنجليزية: Bill Price)‏ هو لاعب كرة قاعدة أمريكي، ولد في 10 يونيو 1863 في فيلادلفيا في الولايات المتحدة، وتوفي بنفس المكان في 7 أغسطس 1922.

## وصلات خارجية
- بيل برايس على موقعبيزبول رفرنس.كوم (الدوري الرئيسي) (الإنجليزية)
- بيل برايس على موقعبيزبول رفرنس.كوم (الدوري الثانوي) (الإنجليزية)